# ブリキ
ブリキ（錻力・鉄葉は当て字、語源は「薄い鉄板」を意味するオランダ語: blik）は、鉄鋼（鋼板）をスズ（純スズ）で表面処理した表面処理鋼板。缶詰など常に水分と接触する部材に用いられるほか、かつては玩具の主要な材料でもあった。「錻」の字は日本で作られた国字。

## 特性
イオン化傾向を比較すると、スズは鉄より腐食しにくいため、全面を覆うことで鉄の腐食を防ぐことができる。しかし、一部でも鉄が露出するとスズが鉄の腐食を促進するので、その箇所から鉄の腐食が広がるのが欠点である。
なお、鉄板に亜鉛をメッキしたものはトタンと呼ばれる。亜鉛そのものは鉄より錆びやすいが、鉄が露出した場合、亜鉛が先に腐食して鉄の腐食を遅らせることから全体として耐食性に優れている。

## 製造
ブリキの製造法には熱せき法や電気メッキ法（フェロスタン法やハロゲン法など）がある。古くは溶融スズ中に直接鋼板を浸せきする熱せき法で製造されていたが、第二次世界大戦後に電気メッキ法が導入され、特にフェノールスルホン酸スズを電解液とするフェロスタン法が主流になったため熱せきブリキは次第に姿を消した。

## 語源
語源はオランダ語の「blik」と呼ばれる、日本語で「板金・鈑金」（英語：sheet metal）を表す言葉が語源と考えられる。以下の異説もある。
1. オランダ語のBlikje（金属缶）から来たという説。
2. 明治時代、レンガを鋼板で保護しているものを見た日本人が、鋼板のことを尋ねるつもりでそれは何かと質問したところ、"brick"（レンガを意味する英語）という答えが返ってきたことから誤って付いた名である、とする説。

しかし、ブリキについては江戸時代より「ブリッキ」として知られており（オランダは鎖国下でも日本と国交・貿易していた）、この説は疑わしい。

## 主な用途
- 缶製品
  - 缶詰(容器) - 缶詰は、開発当初からブリキを素材として使用されてきた。第二次世界大戦中にスズの入手難に直面したアメリカ合衆国が、電気メッキ法を考案してスズの使用量を画期的に減少させるといった進歩も見られた。戦後は、浸せきクロム酸処理をした鋼板が開発されるなど、ブリキ以外の素材も使用されるようになった[3]。
  - 缶飲料(容器) - 以前は飲料缶にもブリキ缶が使われていた。現在はスズを含まないティンフリースチールが主流。
  - バケツ - プラスチック製の物に比べて重いが、耐久性に優れるため、業務用や防災バケツはブリキ製が多い[独自研究?]。
  - 盥[独自研究?]

- 玩具

## ブリキの玩具

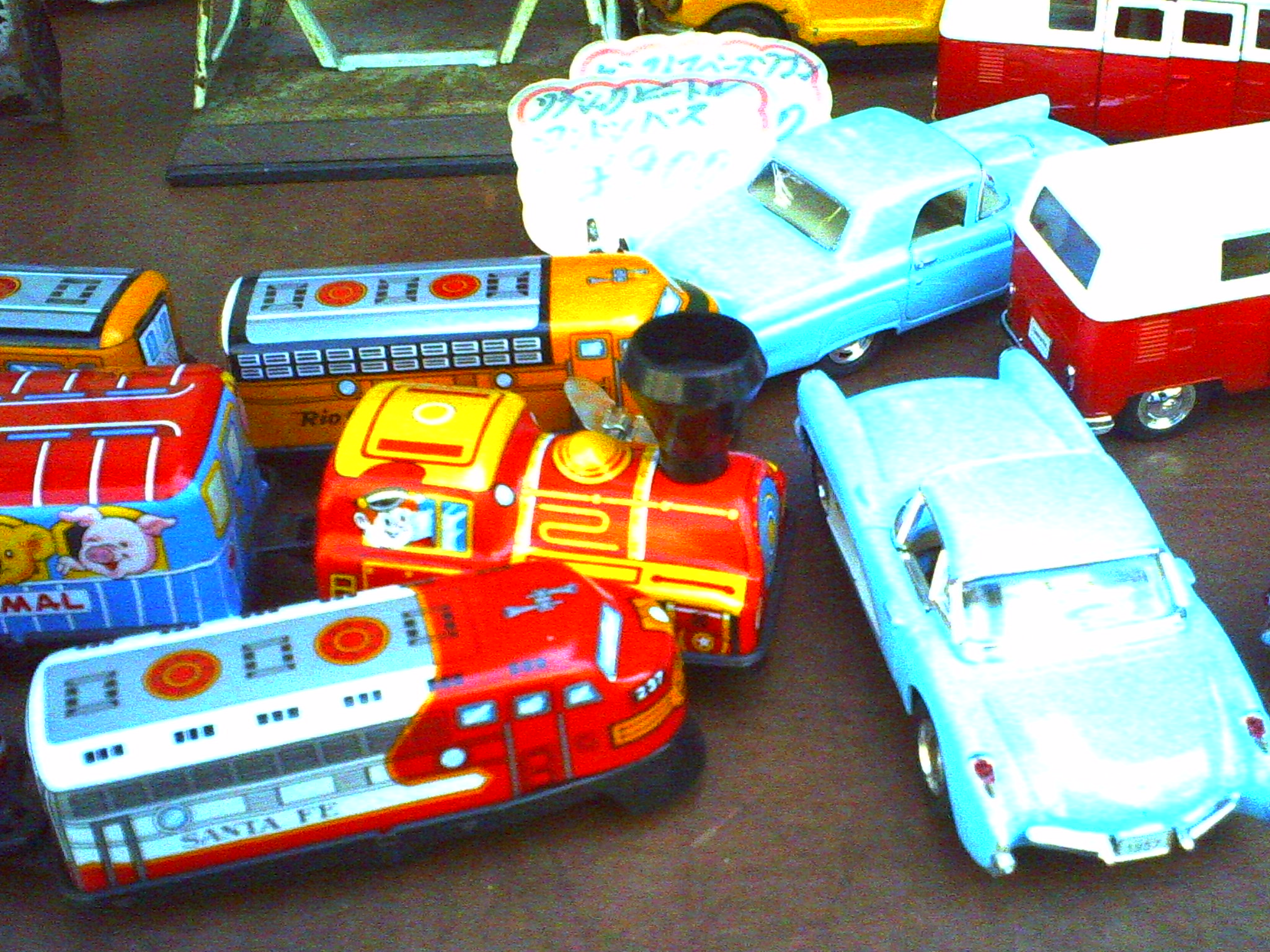
ブリキの玩具

日本国内ではブリキの板をロボットや自動車、鉄道車両（電車など）、船舶、航空機など乗り物のような形に成形・塗装した玩具を「ブリキのおもちゃ」と呼び、懐古趣味的に愛好する人々がいる。昭和初期～中期の生活史を懐かしむ文脈に、ブリキのおもちゃは現れる。19世紀から20世紀初頭にかけてドイツのメーカーが主戦場を築き上げたが、日本におけるブリキの玩具の登場は明治5-6年頃とされる。この頃、石油ランプの普及により大量の石油缶の空缶が廃棄されており、これに玩具業者が再利用して玩具を製造したという。明治7-8年頃ブリキ板が輸入されるようになったが、高価なため古ブリキによる玩具の製造は日清戦争の頃までつづけられた。
第一次世界大戦後の1922年（大正11年）、八幡製鉄所がブリキの製造を開始するとブリキの入手が容易となり、日本の玩具メーカーが台頭して重要な輸出品になった。全盛期は戦後1950年代～1960年代（昭和20～30年代）で、戦後の復興期においてブリキ製玩具の輸出は外貨獲得に貢献した。